# Ship of Fools (película de 1965)
Ship of Fools (en España, La nave de los locos; en México, La nave del mal) es una película estadounidense de 1965, dirigida por Stanley Kramer. Protagonizada por Vivien Leigh, Simone Signoret, José Ferrer, Lee Marvin, Oskar Werner, junto a un largo reparto.
Está basada en una novela homónima, obra de Katherine Anne Porter.
Fue galardonada con dos Premio Óscar 1966 a la mejor fotografía b/n (Ernest Laszlo); y a la mejor escenografía y dirección artística (Robert Clatworthy y Joseph Kish). El premio National Board of Review 1966 al mejor actor (Lee Marvin); y el premio NYFCC 1965 al mejor actor (Oskar Werner). 

## Sinopsis
En 1930, desde el puerto de Veracruz, México, zarpa un barco de pasajeros alemán con destino al puerto de Bremerhaven en la República de Weimar. Entre los pasajeros están Carl Glocken (Michael Dunn), que aparece en el papel de interlocutor con los espectadores; Mary Treadwell (Vivien Leigh) una madura y coqueta mujer; la Condesa (Simone Signoret) una activista política española; Siegfried Rieber (José Ferrer) un alemán políticamente superficial; Bill Tenny (Lee Marvin) un beisbolista vividor; Julius Lowenthal (Heinz Rühmann) un filosófico judío; y David (George Segal) y Jenny Brown (Elizabeth Ashley) una pareja de enamorados, junto a otros, que terminan conformando un microcosmos social de su época. El médico de a bordo, el doctor Willie Schumann (Oskar Werner), se fascina con la Condesa. A Jenny la impresiona Mary Treadwell, y pronto comienza a aparecer el antisemitismo, el amor no correspondido, la xenofobia y la insatisfacciones íntimas entre los viajeros, causando conflictos entre ellos.

## Comentarios introductorios de Carl Glocken
"Mi nombre es Carl Glocken y este es un "Barco de Tontos". Soy un tonto y conocerás más tontos a medida que avancemos. Esta bañera está llena de ellos. Damas emancipadas, jugadores de pelota, amantes, amantes de los perros, damas alegres, judíos tolerantes, enanos... gente de todo tipo. Y quién sabe, si miras con suficiente atención, es posible que incluso te encuentres en junta."

## Argumento
El oficial médico del barco, el Dr. Schumann, tiene un interés especial en "La Condesa", una española deportada de Cuba que tiene una adicción a los opiáceos. En contra de su mejor criterio, el médico le proporciona la medicación que necesita. Bajo arresto, la condesa está siendo transportada a una prisión española en la isla canaria de Tenerife por ilegalmente esconder y ayudar a armar a agitadores. Los 600 trabajadores de tercera clase, deportados a España debido al bajo precio de mercado del azúcar cubano, animan a la activista condesa mientras sube al barco escoltada por la policía. La condesa le revela al médico que la motivó ver las condiciones de pobreza en las que vivían los 5.000 trabajadores, bajo el "patrocinio" del hombre con el que vivía en el lujo, sostenidos por el labor de los trabajadores. Si bien manipula al médico para hacer frente a su sensación de fatalidad, el activismo de la condesa simpatiza con la insistencia humanitaria del médico de que los trabajadores en tercera clase sean tratados como seres humanos y no como carga. Sus simpatías compartidas pronto se convierten en amor, aunque ambos se dan cuenta de que es una pasión desesperada. El médico oculta tener una enfermedad cardíaca.
Se invita a pasajeros seleccionados, en su mayoría alemanes, a cenar cada noche en la mesa del capitán. Algunos se divierten y otros se ofenden con los discursos antisemitas de un hombre de negocios alemán (originalmente austriaco), Rieber, que comienza una aventura con Lizzi, quien lo admira hasta enterarse de que está casado. Rieber pontifica sobre temas como "cómo podemos eliminar las influencias extranjeras y devolver a Alemania su grandeza nacional" y la conveniencia de "exterminar a los no aptos al nacer". El capitán se tranquiliza con las peroratas de Rieber, creyendo que nadie podrá tomar en serio a su partido. Aunque los judíos y los enanos están excluidos de la mesa, el perro de los Hutten, Baby, sí está permitido. Cuando un trabajador de tercera categoría, amante de los animales, se ahoga salvando a Baby, que fue arrojado por la borda por niños traviesos, los Hutten se preocupan por Baby e ignoran al salvador muerto.
El judío Lowenthal está sentado en una mesa auxiliar con un enano llamado Glocken, y los dos se unen por su exclusión social. Más tarde, Freytag, un pasajero alemán, se sorprende al verse excluido de la mesa del capitán cuando Rieber descubre que la esposa de Freytag es judía. Freytag revela que está separado de su esposa porque considera que su matrimonio es demasiado perjudicial para su carrera. Lowenthal, mostrando la Cruz de Hierro que ganó en la Primera Guerra Mundial, aconseja a Glocken sobre la adaptación táctica a los nazis, afirmando que Alemania ha sido buena para los judíos y los judíos han sido buenos para Alemania: "Somos alemanes primero y judíos después... Hay casi un millón de judíos en Alemania. ¿Qué van a hacer? ¿Matarnos a todos? Glocken le dice que puede ser el tonto más grande del barco.
Una pareja de artistas estadounidenses, David y Jenny, tienen una relación apasionada pero difícil. David está desconsolado por su falta de éxito como artista socialmente comprometido; la independiente Jenny considera que el arte de Davidno no se puede vender y no está lo suficientemente dispuesta a apoyarle. Él desprecia el talento artístico de Jenny, que ella misma lo subestima. David expresa que quien comparta su vida deberá aceptar que su arte siempre la reemplazará. Jenny teme que su vida en común sea una lucha interminable sin que ninguno de los dos esté dispuesto a anteponer las necesidades del otro a las suyas propias.
Los pasajeros son entretenidos todas las noches por un grupo de músicos y bailarines de flamenco, cuyo líder proxeneta a las mujeres del grupo. Johann, un cuidador no remunerado de Herr Graf, su tío inválido, ignora a la modesta e insegura Elsa, que viaja con sus padres. En cambio, Johann se siente atraído por una de las bailarinas, quien lo rechaza por no poder pagar. Johann amenaza a su tacaño tío si no le da el dinero que le ha prometido en el testamento. Pierde su virginidad con una de las bailarinas, quien lo trata con dulzura cuando paga.
Mary Treadwall, una belleza divorciada y decadente que espera recuperar su juventud en París, está "demasiado lejos de la cuna" para interesar al capitán. Ella desdeña al teniente que muestra interés, descartándolo primero porque el tiene que cumplir con su deber hacia las mujeres "desatendidas" y luego por considerarlo insignificante. Cuando su compatriota estadounidense, el exjugador de béisbol Bill Tenny, se sienta a su mesa, lo encuentra grosero. Tenny expresa sorpresa por la abierta hostilidad hacia los judíos a bordo; ella responde sarcásticamente que "tal vez estaba demasiado ocupado linchando a negros como para dedicar tiempo a los judíos". Tenny molesta a una de las bailarinas de flamenco, creyendo que comprar una botella de champán le da derecho a sus favores. Ella le da el número de cabina de la arrogante señora Treadwell. En un estupor ebrio, Tenny aborda a la Sra. Treadwell, quien momentáneamente responde apasionadamente hasta que se da cuenta de que él la ha confundido con una prostituta; entonces lo abofetea repetidamente, pidiendo ayuda a gritos.
El barco llega a Tenerife donde desembarcan los trabajadores de tercera clase deportados. El médico considera brevemente quedarse con la condesa, pero el capitán lo llama tonto y sostiene que la condesa lo manipuló para obtener drogas. Tras una emotiva despedida con el médico, la condesa se ve obligada a abandonar el barco escoltada por la Guardia Civil. Cuando el capitán le dice al médico que ella no merece su angustia, el médico responde: "Cuando pienso en las cosas que he visto en este barco, las estúpidas crueldades, las vanidades... ella miró en el basurero y hizo algo para ayudar, pero nosotros somos personas inteligentes y civilizadas que llevamos a cabo las órdenes que nos dan, sin importar cuáles puedan ser". El médico muere de un infarto antes de que el barco llegue a Bremerhaven; a su llegada, su cuerpo es descargado en un ataúd con la presencia de su distantes esposa e hijos.
Al desembarcar, como en un desfile, la mayoría de los personajes continúan "como siempre", sin haber aprendido nada durante el viaje. El último pasajero en abandonar "La nave de los Locos" es Glocken, quien habla directamente a la cámara, como lo hizo en los primeros minutos de la película. Glocken pregunta al público de la película si están pensando: "¿Qué tiene todo esto que ver con nosotros? Nada," declara con una sonrisa sardónica y desdeñosa y sale entre la multitud.

## Reparto
- Vivien Leigh: Mary Treadwell.
- Simone Signoret: la Condesa.
- José Ferrer: Siegfried Rieber.
- Lee Marvin: Bill Tenny.
- Oskar Werner: el Dr. Willie Schumann.
- Elizabeth Ashley: Jenny Brown.
- George Segal: David.
- José Greco: Pepe.
- Michael Dunn: Carl Glocken.
- Charles Korvin: el Capitán Thiele.
- Heinz Rühmann: Julius Lowenthal.
- Lilia Skala: la Señora Hutten.
- Barbara Luna: Amparo.
- Christiane Schmidtmer: Lizzi Spokenkieker.
- Alf Kjellin: Freytag.
- Werner Klemperer: el Teniente Huebner.
- John Wengraf: el Conde.
- Olga Fabian: la Señora Schmitt.
- Gila Golan: Elsa.
- Oscar Beregi: Lutz.
- Stanley Adams: Hutten.
- Karen Verne: la Señora Lutz.
- Charles de Vries: Johann.
- Lydia Torea: Pastora.
- Henry Calvin: el Hombre gordo.

## Producción
La novela La nave de los locos de Katherine Anne Porter se publicó en 1962. La única novela de la ensayista y autora de cuentos fue la culminación de un proyecto de 20 años que se basó en sus recuerdos de un crucero oceánico que había realizado en 1931 desde Veracruz a Alemania.
El productor David O. Selznick quería comprar los derechos de la película, pero United Artists era dueño de la propiedad y exigía 400.000 dólares. La novela fue adaptada al cine por Abby Mann. El productor y director Stanley Kramer, que terminó con la película, planeaba protagonizar a Vivien Leigh, pero inicialmente no era consciente de su frágil salud física y mental. En un momento de la preproducción, Katharine Hepburn fue considerada para el papel de Mary Treadwell, pero abandonó y fue reemplazada por Leigh. La película resultó ser su última película y, al relatar más tarde su trabajo, Kramer recordó su coraje al asumir el difícil papel: "Estaba enferma, y el coraje para seguir adelante, el coraje para hacer la película, fue casi increíble".  La actuación de Leigh estuvo teñida de paranoia y resultó en arrebatos que estropearon su relación con otros actores, aunque tanto Simone Signoret como Lee Marvin fueron comprensivos y comprensivos. En particular, durante el rodaje de una escena, golpeó a Lee Marvin con tanta fuerza con un zapato con púas que le lastimó la cara.

## Recepción
Aunque fue bien recibida por el público, algunos críticos consideraron Ship of Fools como un Gran Hotel (1932) a flote, una película que había sido imitada a menudo. "Predicador y melodramático" fue otra crítica, aunque el elenco fue elogiado universalmente.
Bosley Crowther de The New York Times vio la película como mucho más: "Stanley Kramer ha conseguido una película poderosa e irónica... hay tal riqueza de reflexión sobre la condición humana en Ship of Fools y una orquestación tan sutil de los elementos de Amor y odio, logrado a través de una compresión experta de la novela por parte del Sr. Kramer y su guionista, Abby Mann, que realmente no es justo etiquetarla con la etiqueta de cualquier película anterior. Tiene su propia distinción silenciosa en el camino. ilumina un tema." También destacó la obra de Oskar Werner. En una línea similar, Variety señaló: "El director y productor Stanley Kramer y la guionista Abby Mann han destilado la esencia de la voluminosa novela de Katherine Anne Porter en una película que apela al intelecto y las emociones".
En Rotten Tomatoes, Ship of Fools tiene una calificación del 61% según 23 reseñas.